# Cilindro Wehnelt

Construcción de un cañón de electrones con cilindro Wehnelt

El Cilindro Wehnelt se utiliza para focalizar un haz de electrones cuando este es disparado por un cañón de electrones. Lleva su nombre por el físico germano-brasileño Arthur Rudolph Berthold Wehnelt, quién contribuyó, entre otras cosas, al campo de la emisión de electrones. Él diseñó este dispositivo entre los años 1902 y 1903. 
Muy util para dispositivos que necesitan ionizar un haz de electrones de forma muy precisa para su correcto funcionamiento, como por ejemplo:
Este cilindro es una parte importante en el mecanismo de funcionamiento del microscopio electrónico de transmisión  moderno, aunque ya contaba con él en sus inicios allá por el año 1931.
- Datos: Q2554501